# Андський канделябр
Андський канделябр (ісп. Paracas Candelabra) — малюнок на скелі, недалеко від міста Піско (Перу). («Лос Трес Круцес» — «Три Хрести», як його називали місцеві жителі). Малюнок схожий на тризуб і на зображення свічника з трьома свічками (канделябра). Найближчі схожі малюнки є в пустелі Наска. Це — найбільше у світі зображення тризуба.
Кераміка знайдена поблизу датується радіовуглецевим методом 200 р. до н. е., часу культури Паракас. Фігуру видно за 19 кілометрів з моря.

## Техніка
Техніка та ж що й в пустелі Наска. Скеля складається з червоного порфіру, колір ліній червоний.
Розмір малюнка: завдовжки — 128 м (595 футів), завширшки — 74, а товщина ліній — 1,5 до 4 м.